# リモワ

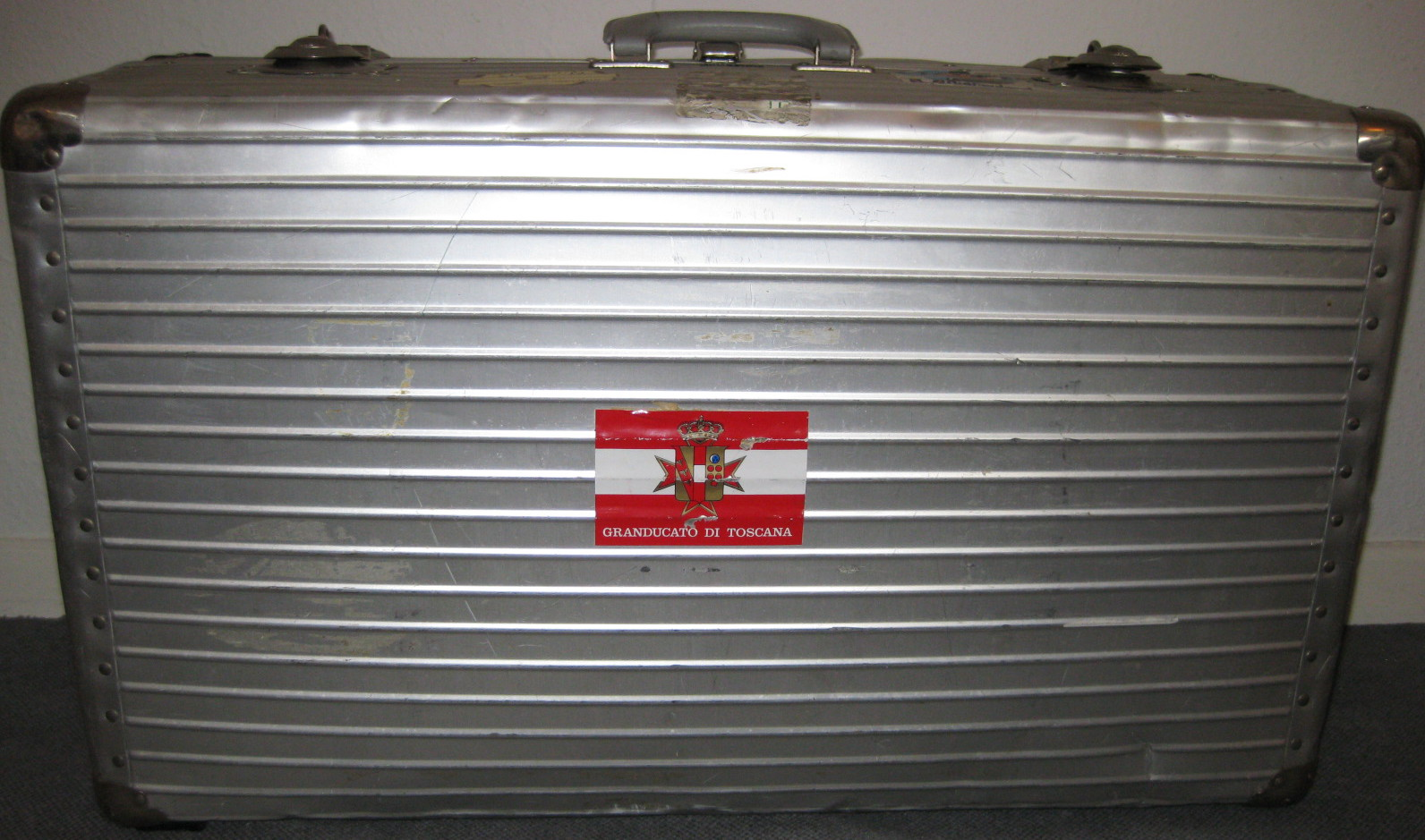
1980年代初期のリモワ・スーツケース

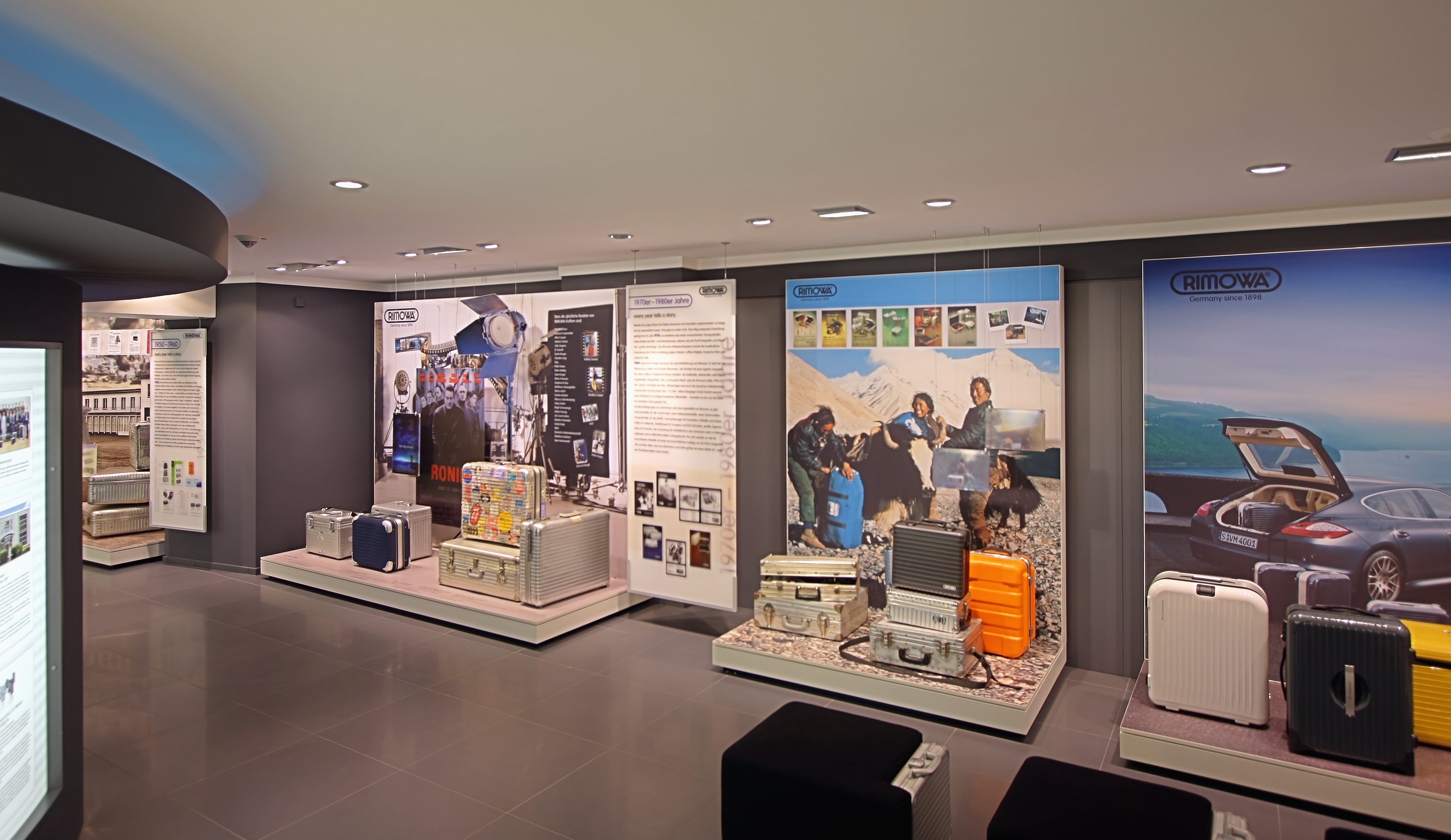
ケルンの旗艦店

リモワ（RIMOWA）は、1898年創業のドイツのスーツケースのメーカーである。ノルトライン＝ヴェストファーレン州のケルンに本社を置く。長年ジュラルミン製を主力として来たが2000年からポリカーボネート製も製造している。
薄くて軽いジュラルミン素材を使用し、リブ形状とした上で特殊なフレームを入れ、コーナーやリベットなど強度を要求される部分にはステンレススチールを使用することで強度と超軽量を両立している。

## 歴史
- 1898年 - パウル・モルシェック（Paul Morszeck ）が牛革スーツケースのメーカーとして"Sattlerei Görtz & Morszeck"を創業、当時の工場はケルン市内中心部にあった[2]。
- 1930年 - リヒャルト・モルシェック（Richard Morszeck ）が引き継ぎ、"RIchard MOrsceck WArenzeichen"の頭文字を採って"Rimowa"と改名した。
- 1937年 - リヒャルト・モルシェックは、ユンカースJu-52などの当時の航空機の素材として使われていたジュラルミンの軽量と強度に注目し、軽量と強度を両立するためのリブ構造を開発して[3]、ジュラルミン製スーツケースを発売した。
- 1976年 - ディーター・モルシェック（Dieter Morszeck ）が引き継いだ。
- 1986年 - ケルン郊外の工業団地に移転した。新社屋は製品に類似したリブの入ったデザインとなっている[2]。
- 2000年 - ポリカーボネート製スーツケースを発売した。
- 2016年 -空港でのデジタルチェックイン・モデル、エレクトリック・タグ搭載商品を発売した。10月「LVMH」グループ傘下に入ることが発表された[4]。

## 製品
2022年7月25日より、すべての RIMOWA スーツケースには生涯保証が付属。現行品は全てTSAロックに対応している。
ケルンに工場がある。
2018年に全商品モデルチェンジをし、名称が変更される。
ジュラルミン製
- トパーズ（Topas ） - 1950年から続く基本製品で2008年に一部仕様変更
  - トパーズ・ゴールド（Topas Gold ）
  - トパーズ・チタニウム（Topas Titanium ） - 素材にチタニウムが使用されている訳ではなく、塗色由来の呼称
  - トパーズ・ステルス（Topas Stealth) -黒塗色されている
- シルバー・インテグラル（Silver Integral ）
- サバンナ（SAVANNAH  ） - 1996年前後の商品で、既に廃盤。
- クラシック・フライト（Classic Flight ）
- パイロット（Pilot ）
- シルバー・セーフ（Silver Safe ） 
2018年以降
- オリジナル（Original）-2018年にモデルチェンジしたTopasシリーズの新名称
  - シルバー（Silver）-旧名称トパーズ（Topas ）
  - ブラック（Black）-旧名称トパーズ・ステルス（Topas Stealth)
  - チタニウム（Titanium ）-旧名称トパーズ・チタニウム（Topas Titanium ）
- クラシック（Classic ）-2018年にモデルチェンジしたClassic Flightの新名称

ポリカーボネート製
- サルサ（Salsa ） -シリーズとしてデラックス（Salsa DX ）,エアー（Salsa Air ）
- タンゴ（Tango ）
- ボレロ（Bolero ）
- リンボ（Limbo ）
- サンバ（Samba ） 
2018年以降
- エッセンシャル（Essencial）-旧名称サルサ（Salsa ）、サルサ・デラックス（Salsa DX ）
- エッセンシャル・ライト（Essencial Lite) -旧名称サルサ・エアー（Salsa Air ）
- エッセンシャル・スリーブ（Essencial Sleeve）-旧名称ボレロ（Bolero ）
- ハイブリッド（Hybrid) -旧名称リンボ（Limbo ）